# Lee Isaac Chung
Lee Isaac Chung (Denver, 19 de octubre de 1978) es un cineasta y guionista estadounidense.  Munyurangabo, su película debut, (2007) fue una Selección Oficial en el Festival de Cannes y la primera película en formato narrado en idioma Kiñaruanda. También dirigió las películas Lucky Life (2010) y Abigail Harm (2012). Su filme autobiográfico Minari (2020) le ha valido varios premios y nominaciones, entre ellos un Globo de Oro en la categoría de mejor película extranjera y nominaciones a mejor director y mejor guion original en los Premios Óscar 2021.

## Filmografía

### Cine
| Año  | Título                   | Director | Guionista | Productor     | Notas                                   |
| ---- | ------------------------ | -------- | --------- | ------------- | --------------------------------------- |
| 2007 | Munyurangabo             | Sí       | Sí        | Sí            | También editor y director de fotografía |
| 2010 | Lucky Life               | Sí       | Sí        | Sí            | También editor                          |
| 2012 | Abigail Harm             | Sí       | Sí        | No acreditado | También editor y director de fotografía |
| 2015 | I Have Seen My Last Born | Sí       | No        | Sí            | Documental                              |
| 2020 | Minari                   | Sí       | Sí        | No            |                                         |
| 2024 | Twisters                 | Sí       | No        | No            |                                         |

## Premios y reconocimientos

### Premios Óscar
| Año  | Categoría            | Título | Resultado |
| ---- | -------------------- | ------ | --------- |
| 2020 | Mejor director       | Minari | Nominado  |
| 2020 | Mejor guion original | Minari | Nominado  |